# Cursed
Cursed – pierwszy kontraktowy album niemieckiego zespołu Morgoth wydany w 1991 roku przez Century Media.

## Lista utworów
Opracowano na podstawie materiału źródłowego.
1. "Cursed" (muz. Morgoth, sł. Otterbach, Busse, Grewe, Hennecke) – 2:05
2. "Body Count" – (muz. Morgoth, sł. Otterbach, Busse, Grewe, Hennecke) – 3:36
3. "Exit to Temptation" – (muz. Morgoth, sł. Otterbach, Busse, Grewe, Hennecke) – 6:02
4. "Unreal Imagination" – (muz. Morgoth, sł. Otterbach, Busse, Grewe, Hennecke) – 3:30
5. "Isolated" – (muz. Morgoth, sł. Otterbach, Busse, Grewe, Hennecke) – 5:25
6. "Sold Baptism" – (muz. Morgoth, sł. Otterbach, Busse, Grewe, Hennecke) – 3:40
7. "Suffer Life" – (muz. Morgoth, sł. Otterbach, Busse, Grewe, Hennecke) – 4:26
8. "Opportunity Is Gone" – (muz. Morgoth, sł. Otterbach, Busse, Grewe, Hennecke) – 7:21
9. "Darkness" (cover Warning) (sł. Vanguard, Youder) – 3:55

## Twórcy
Opracowano na podstawie materiału źródłowego

- Marc Grewe – śpiew
- Harold Busse – gitara
- Carsten Otterbach – gitara
- Sebastian Swart – gitara basowa
- Rüdiger Hennecke – instrumenty perkusyjne/instrumenty klawiszowe
- S. Mertens, T. Gielsbach – okładka (przód)
- Jesus The Conqueror – okładka (tył)
- R. Kampf – producent wykonawczy
- Dirk Draeger – producent
- Randy Burns i Dirk Draeger – miksowanie
- Siggi Bemm – inżynier dźwięku